# Ростомер
Ростоме́р — медицинский прибор для измерения антропологических данных человека.

## Назначение и устройство

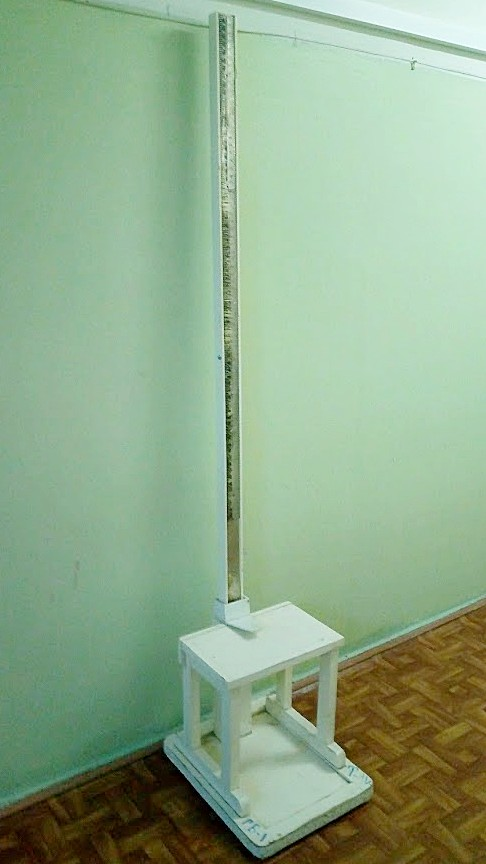
Советский ростомер

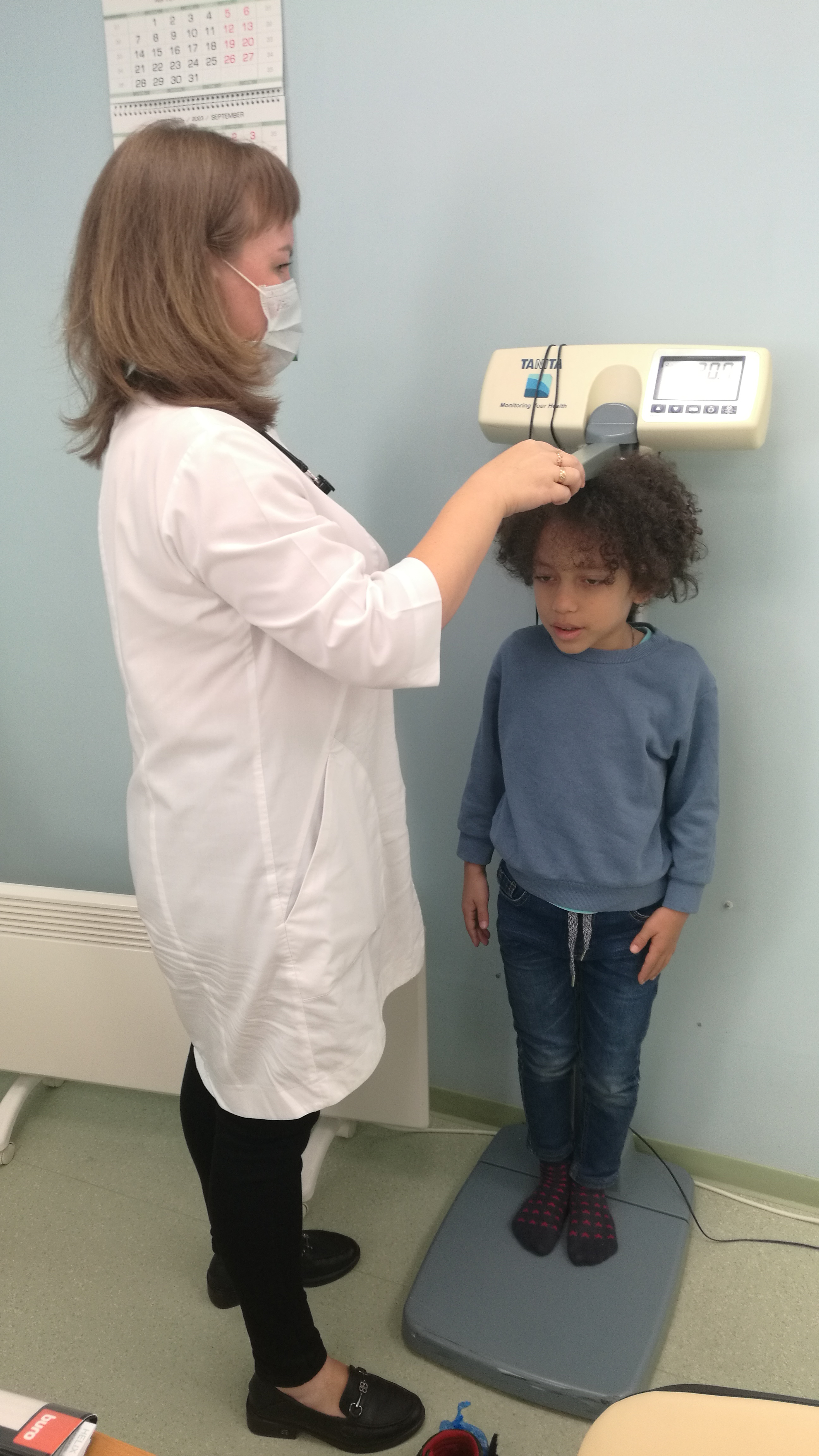
электронный ростомер, зависимый от электропитания

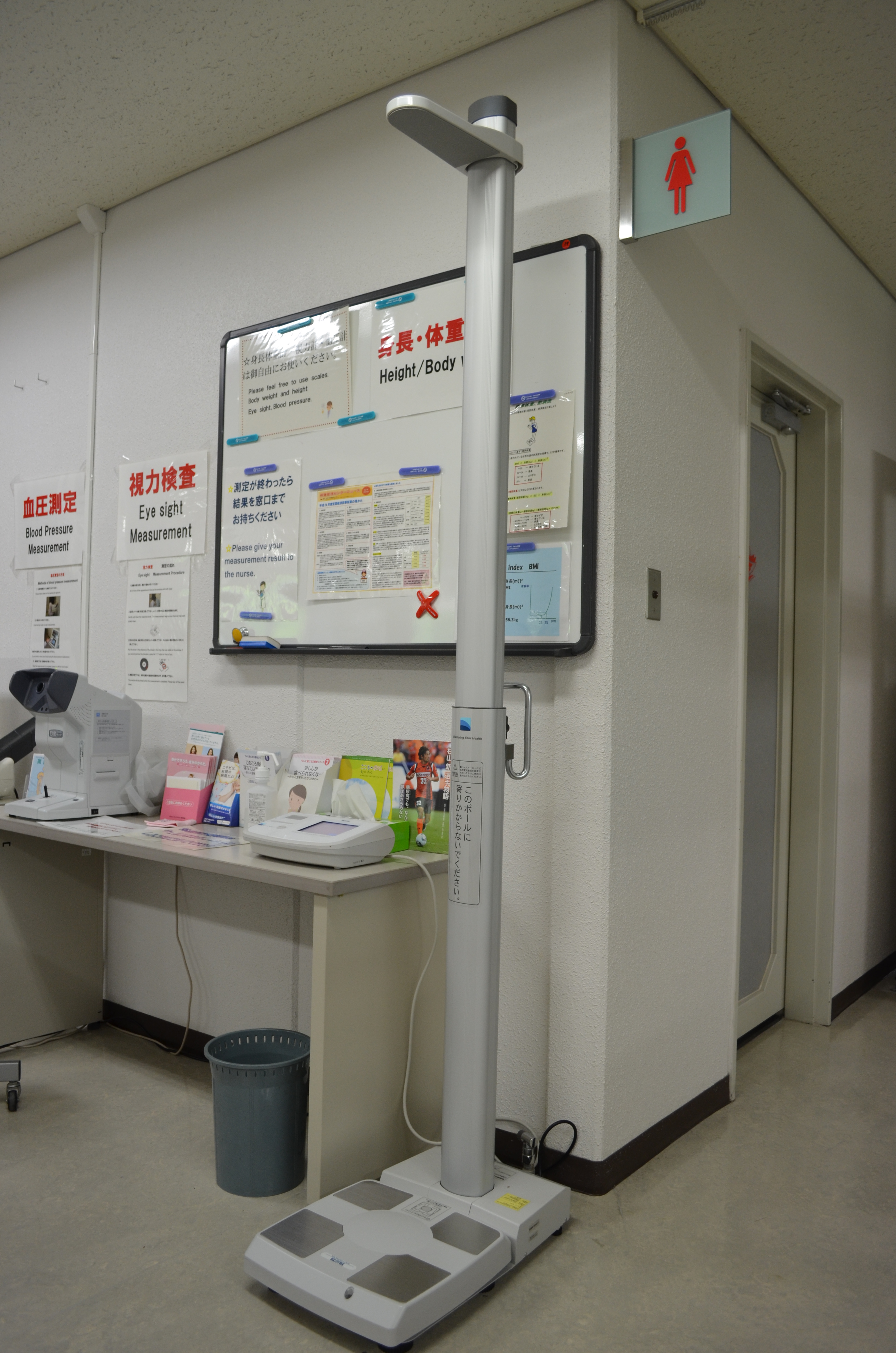
японский электронный ростомер

Название прибора «ростомер» говорит само за себя — основным его назначением служит измерение роста (длины тела) человека.
Прибор состоит из вертикальной стойки с делениями и подвижной муфты с планшеткой, которая опускается до соприкосновения с головой, после чего на шкале будет виден рост человека. Длина стойки чаще всего равна 210—220 сантиметрам, но, при необходимости, с помощью специальных насадок её можно существенно увеличить.
На фотографии (справа) изображён самый массовый ростометр времен СССР; возможно это самая массовая модель в мире или, как минимум одна из самых массовых. Сделан почти полностью из дерева, за исключением крепежа и жестяной шкалы. Данные приборы стояли в подавляющем большинстве детских садов, школ, ВУЗов и других образовательных учреждений, кроме того ими укомплектовывались летние лагеря, больницы, военкоматы и прочие учреждения где требовались антропологические данные. Этот ростомер имел двойную функцию благодаря небольшой встроенной табуреточке с откидывающимся верхом; он позволял измерить длину тела без длины ног, что было актуально при искривлениях позвоночника (кифоз, сколиоз, горб и т. п.).

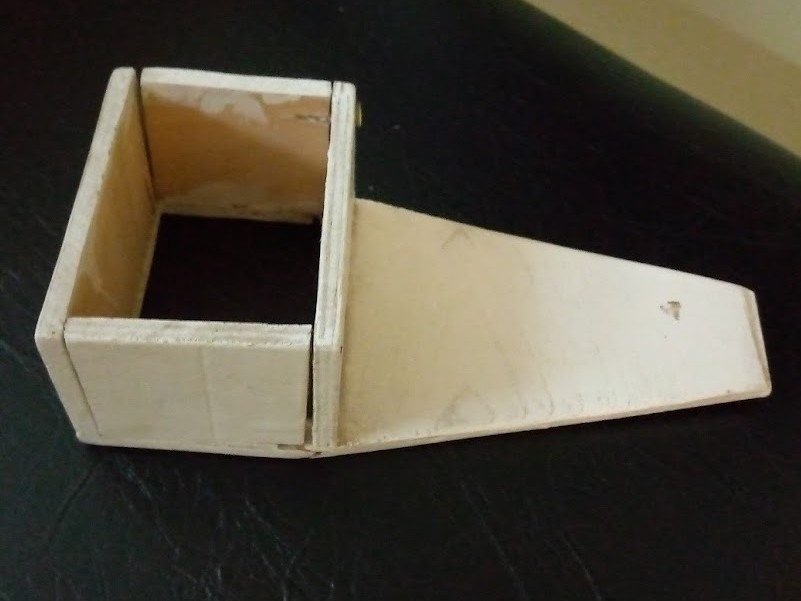
Планка ростомера

Как нередко бывало в Советском Союзе, изделие имело ряд недостатков: данная модель имела ряд неудобств, главной из которых являлось то, что шкала не фиксировалась, а планка была существенно шире стойки, поэтому измеряюшему приходилось самому на глаз выставлять шкалу ровно, потом пациент аккуратно выбирался из прибора и уже потом снимались показания; все это приводило к потере скорости измерений — главного преимущества стационарного устройства. На последующих фото показано, как задирается планка ростомера.
Современные ростомеры изготавливаются в основном из металлического профиля. Иногда они оборудованы сиденьем, иногда нет, но, как правило, их основание гораздо шире советского образца и ничто не мешает поставить любую табуретку прямо на него, а затем вычесть разницу. Самые дорогие модели сразу оборудованы весами, то есть врач видит одновременно и рост и вес, что важно, когда требуется неотложная помощь и нужно рассчитать дозировку лекарства.
В быту функцию ростомера выполняют специально выполненные бумажные шкалы (таблицы), а то и просто обои; и хотя справляются с заданной задачей они порой не хуже, ростомерами как таковыми они не являются.

Галерея
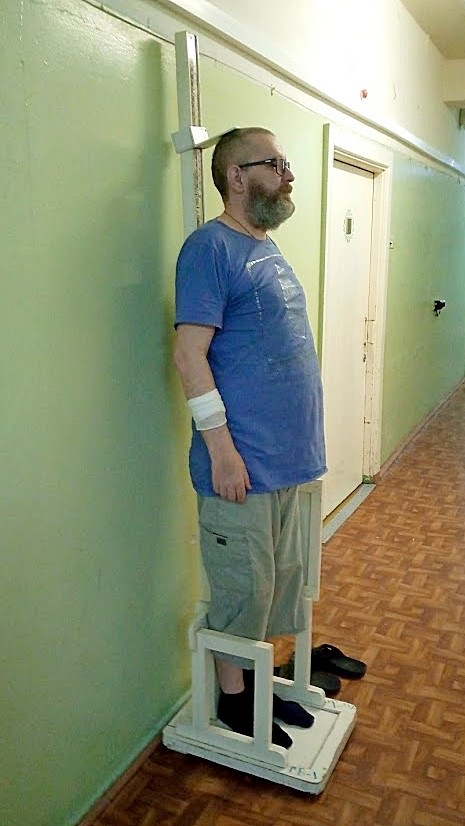
Измерение роста советским ростомером (стоя). Хорошо видно, как задирается планка.
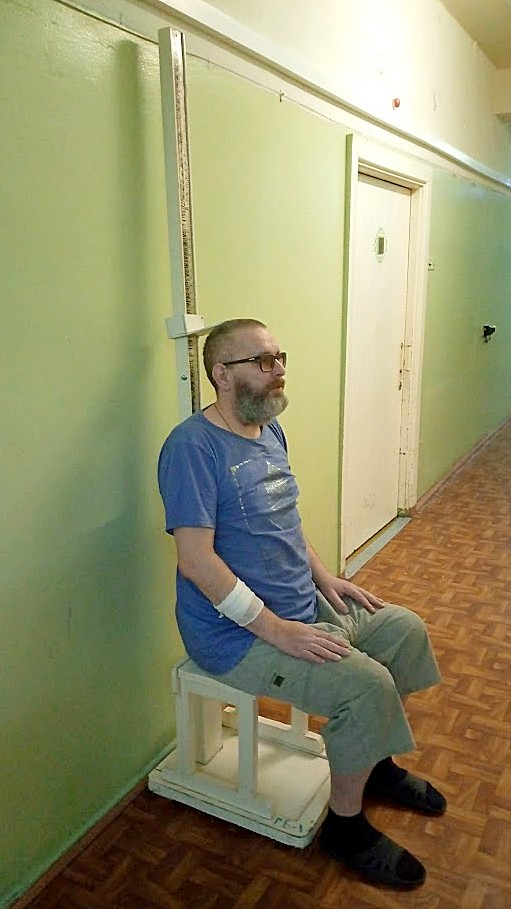
Измерение роста советским ростомером (сидя). Та же история с планкой.
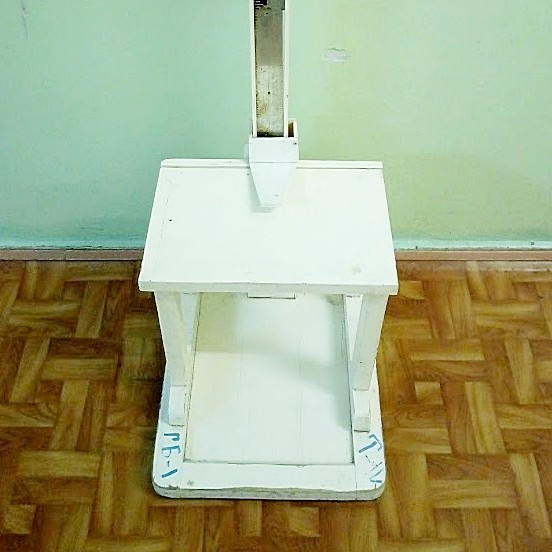
Советский ростомер в сложенном виде
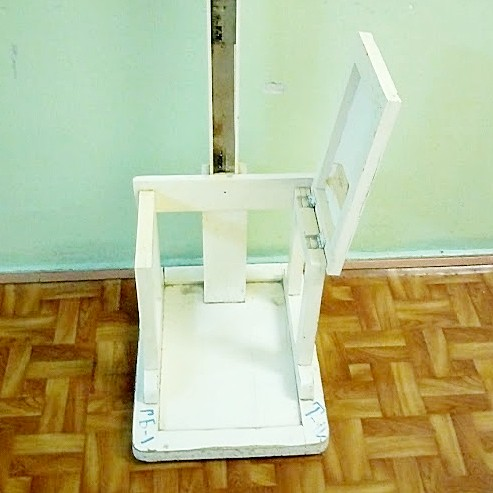
Советский ростомер с откинутой крышкой